# Planctívoro

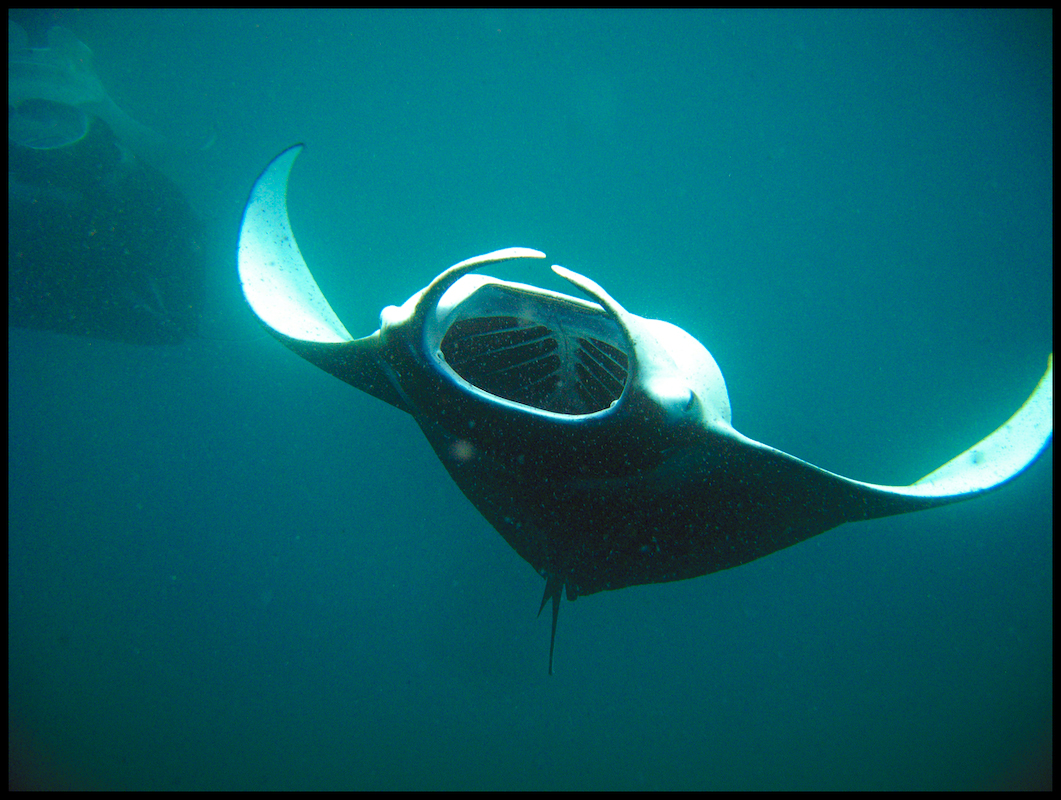
Mantarraya que consume plancton

Un planctívoro es un organismo acuático que se alimenta de alimentos planctónicos, incluidos el zooplancton y el fitoplancton.

## Formas de plancton

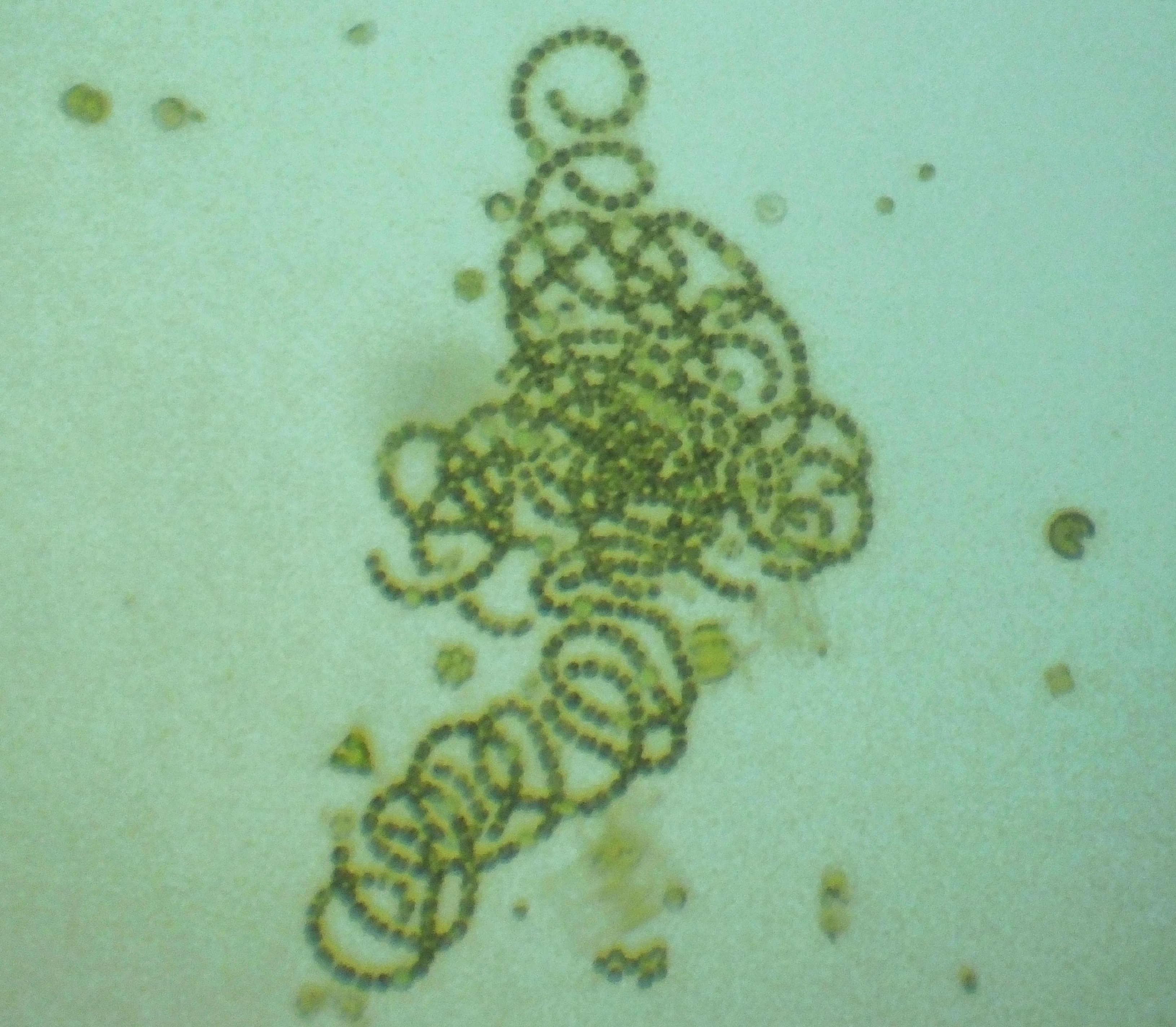
Fitoplancton (cianobacterias)

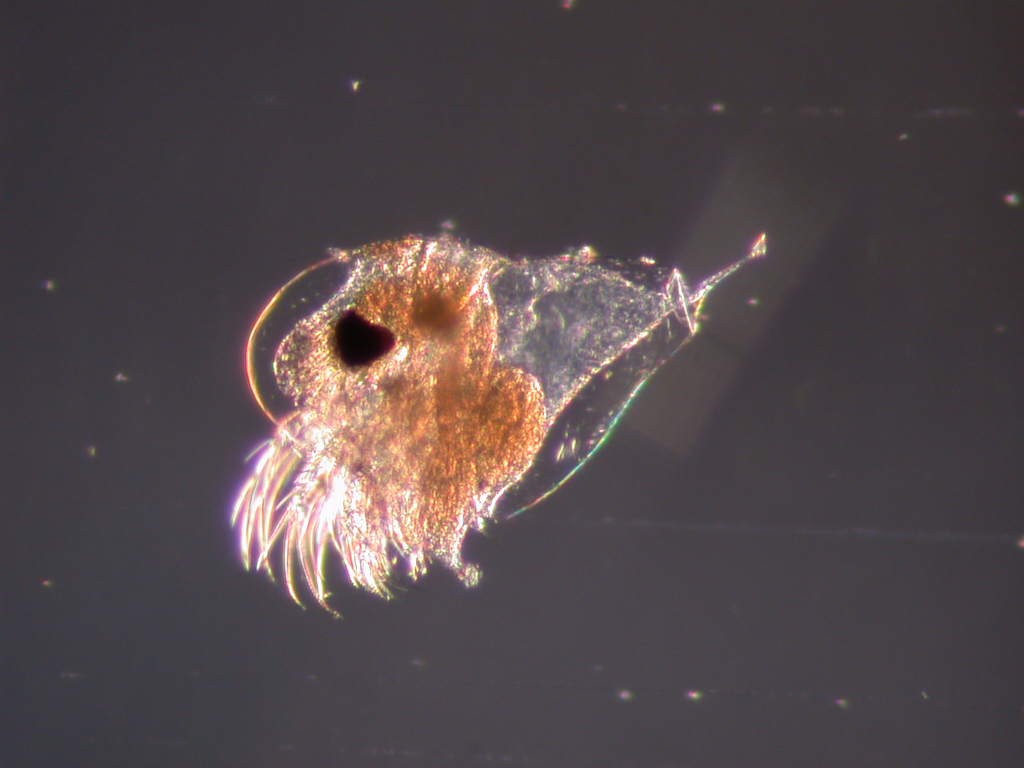
Zooplancton (pulga de agua)

El fitoplancton suele ser un organismo fotosintético unicelular. Estos organismos generalmente se encuentran cerca de la superficie del agua debido a su necesidad de energía lumínica para sus procesos fotosintéticos. El fitoplancton proporciona la mayor parte del oxígeno que hay en el agua y proporciona una gran cantidad de alimento a otros organismos de la columna de agua.
El zooplancton son plancton heterótrofos, animales que ingieren nutrientes en lugar de producirlos a través de reacciones químicas. El zooplancton puede proporcionar una importante fuente de alimento para los peces inmaduros. Algunos taxones son planctónicos solo durante una parte de su ciclo vital. 

## Tipos de planctívoros
Los planctívoros ingieren uno o ambos tipos de plancton. Titanichthys fue el primer planctívoro pelágico vertebrado masivo, con un estilo de vida similar al de los tiburones peregrinos, tiburones ballenas o de tiburones de boca ancha modernos.
La mayoría de los peces son planctívoros durante parte o la totalidad de sus ciclos de vida, especialmente cuando son larvas. Hay planctívoros obligados, que se alimentan solo de plancton, y planctívoros facultativos, que toman plancton cuando está disponible, pero también comen otros tipos de alimentos.  El sábalo molleja (Dorosoma cepedianum), por ejemplo, tiene un apetito voraz por diversas formas de plancton a lo largo de su ciclo de vida. Es un planctívoro obligado cuando es un juvenil, en parte debido a su tamaño de boca muy pequeño. A medida que crece, se convierte en un omnívoro que toma fitoplancton, zooplancton y trozos más grandes de detritos nutritivos. El sábalo molleja adulto consume grandes volúmenes de zooplancton hasta que se vuelve escaso, luego se alimenta de desechos orgánicos.
Los planctívoros obtienen alimento de dos formas. Los alimentadores de partículas comen elementos planctónicos de forma selectiva. Los alimentadores por filtración procesan volúmenes de agua y cuelan los alimentos en masa. Los alimentadores de filtro de "red de remolque" nadan rápidamente con la boca abierta para filtrar el agua, y los alimentadores de filtro de bombeo succionan agua mediante acciones de bombeo. Este último incluye animales estacionarios, como los corales.  Otra forma de alimentación por filtración es un comportamiento de "tragar", en el que el animal toma bolos de agua; el tabernero (Alosa pseudoharengus) se alimenta de esta manera. 

## Ecología planctívora
El plancton se encuentra entre los niveles tróficos más bajos en las cadenas alimentarias. Los planctívoros afectan la cadena alimentaria al alterar las poblaciones de plancton de diversas formas, un proceso conocido como cascada trófica. El sábalo molleja, nuevamente, juega este papel. Consume fitoplancton cuando es pequeño, zooplancton cuando es más grande y otros alimentos cuando elimina el zooplancton de la zona. Por cierto, controla las poblaciones de otros peces que dependen del zooplancton, como Lepomis macrochirus.